# Kleč, Kočevje
Kleč je naselje v Občini Kočevje brez stalnih prebivalcev.